# Dicroismo circolare magnetico a raggi X

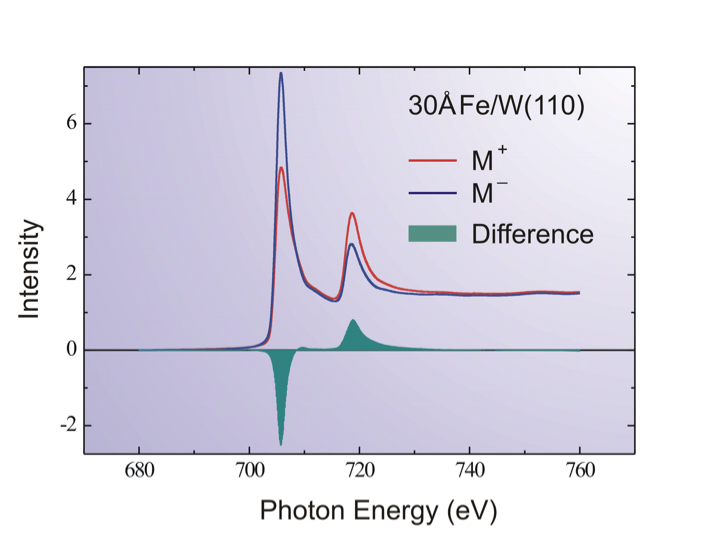
Spettro XMCD del ferro

Il dicroismo circolare magnetico a raggi X (XMCD) è la differenza di spettro di due assorbimenti XAS acquisiti con un campo magnetico applicato, uno con luce polarizzata destra e l'altro con luce polarizzata sinistra. Analizzando attentamente la differenza nello spettro XMCD, si possono ottenere informazioni sulle proprietà magnetiche degli atomi, come la misura dello spin e del momento magnetico orbitale.
Nel caso di metalli di transizione come ferro, cobalto e nichel, gli spettri di assorbimento per XMCD sono di solito misurati sul L-edge. Questo corrisponde, ad esempio nel caso del ferro, a un elettrone 2p eccitato a uno stato 3d da un raggio X di circa 700 eV. Poiché gli stati elettronici 3d sono l'origine delle proprietà magnetiche degli elementi, gli spettri contengono informazioni sulle proprietà magnetiche.